# José Ibáñez Gómez
José Ibáñez Gómez (28 de septiembre de 1951) es un deportista cubano que compitió en judo.
Ganó cuatro medallas en los Juegos Panamericanos, en los años 1975 y 1979, y cuatro medallas en el Campeonato Panamericano de Judo, en los años 1974 y 1978. Participó en dos Juegos Olímpicos de Verano en los años 1972 y 1976, su mejor actuación fue un undécimo puesto logrado en Montreal 1976 en la categoría abierta.

## Palmarés internacional
| Juegos Panamericanos    | Juegos Panamericanos      | Juegos Panamericanos | Juegos Panamericanos |
| Año                     | Lugar                     | Medalla              | Categoría            |
| ----------------------- | ------------------------- | -------------------- | -------------------- |
| 1975                    | Ciudad de México (México) | Medalla de oro       | Abierta              |
| 1975                    | Ciudad de México (México) | Medalla de plata     | +93 kg               |
| 1979                    | San Juan (Puerto Rico)    | Medalla de oro       | +95 kg               |
| 1979                    | San Juan (Puerto Rico)    | Medalla de bronce    | Abierta              |
| Campeonato Panamericano |                           |                      |                      |
| Año                     | Lugar                     | Medalla              | Categoría            |
| 1974                    | Ciudad de Panamá (Panamá) | Medalla de plata     | Abierta              |
| 1974                    | Ciudad de Panamá (Panamá) | Medalla de bronce    | –93 kg               |
| 1978                    | Buenos Aires (Argentina)  | Medalla de plata     | +95 kg               |
| 1978                    | Buenos Aires (Argentina)  | Medalla de plata     | Abierta              |